# Rudolf Preising

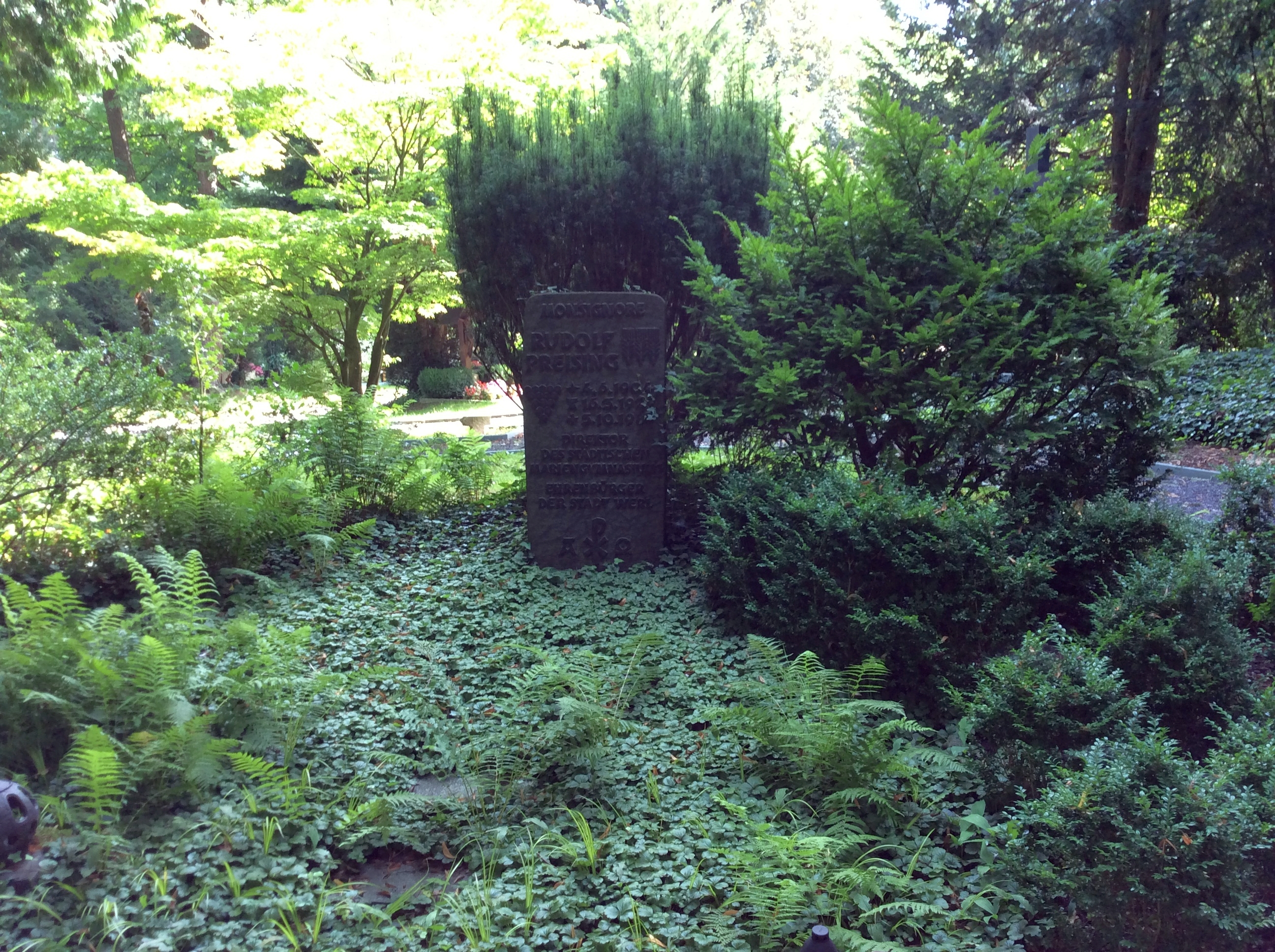
Grabstätte für Rudolf Preising auf dem Werler Parkfriedhof

Rudolf Preising (* 4. Juni 1904 in Dortmund; † 3. Oktober 1981 in Werl) war ein deutscher römisch-katholischer Pfarrer mit dem Ehrentitel Monsignore, Oberstudiendirektor, Heimatforscher und ehrenamtlicher Archivar der Stadt Werl.

## Leben und Wirken
Der aus Dortmund stammende Preising, beeindruckt vom Vorbild eines Bruders seines Vaters, der Propst von St. Gertrud in Wattenscheid war, studierte katholische Theologie in Paderborn. Er wurde im Jahr 1929 zum Priester geweiht. In den 1950er Jahren veröffentlichte er einige Lehrbücher für katholische Religion. Im Jahr 1948 wurde er auf Vorschlag seines Bischofs zum geistlichen Schulleiter des Marien-Gymnasiums in Werl berufen. Diese Stellung bekleidete er bis zu seinem Eintritt in den Ruhestand im Jahr 1968.
Seit den 1950er-Jahren wurde er durch seine intensive Forschungsarbeit sowie zahlreiche Publikationen zur Heimatgeschichte der Dörfer und Siedlungen im Umfeld der Stadt Werl bekannt. Für „außerordentliche Verdienste um die Stadt Werl“ zeichnete ihn diese 1960 mit der Ehrenplakette aus. Im Jahr 1965 wurde er zum ordentlichen Mitglied der Historischen Kommission für Westfalen gewählt. 1972 wurde Monsignore Preising von der Stadt Werl aufgrund seiner Verdienste um die wissenschaftliche Heimatforschung und für den Aufbau des Stadtarchivs, dessen Leiter er für lange Zeit war, zum Ehrenbürger der Stadt ernannt.
Eine Straße im Werler Westen (Rudolf-Preising-Straße) ist nach ihm benannt.

## Werke
- Erfüllung in Christus. Die Kirche als mystischer Herrenleib. Religionsbuch für die Untersekunda, Paderborn 1947 (2. Auflage 1954)
- Hoffnung in Christus. Eine Einführung in die Heilsgeschichte des Alten Testaments, Paderborn 1948 (3. Auflage 1957)
- Religions-Unterricht auf der Höheren Schule. - Grundsätze und praktische Erwägungen zur Erteilung des katholischen Religionsunterrichts, Paderborn 1956
- Die Propsteikirche zur heiligen Walburga in Werl grüßt ihre Besucher, Werl um 1957
- Der Werler Kaland und seine Mitglieder. Ein Blick in die gesellschaftliche Schichtung des Werler Bürgertums vergangener Jahrhunderte, Werl 1958
- Abhandlungen zur Werler Kirchengeschichte, Werl 1959
- Werl im Zeitalter der Reformation. Eine geschichtliche Studie mit beigefügten Quellentexten, Münster 1960
- Sacerdotium Werlense. Geistliche in und aus Werl bis zum Ende der kurkölnischen Zeit, Münster 1961
- Stadt und Rat zu Werl. Geschichtliche Untersuchungen über ihre Entstehung und Verfassung, Münster 1963
- Der Rykenberg. Das Haus der Heimat zu Werl. Eine Untersuchung, Werl 1963
- Der alte Bund. Eine Einführung für den katholischen Religionsunterricht an höheren Schulen (mit Wilhelm Brüggeboes), Paderborn 1964
- Das neue Gottesvolk. Lehrbuch für den katholischen Religionsunterricht an Gymnasien, Paderborn 1966
- Büderich. Nachrichten zur Geschichte eines Kirchenspiels und seiner Höfe im Kurkölnischen Amte Werl, Münster 1967
- Scheidingen. Geschichte eines Kirchspiels und seiner Höfe im kurkölnischen Amte Werl, Münster 1970
- Werl (mit Sabine Renger-Patzsch), Soest 1970, ISBN 3-87902204-6
- Inventar des Archivs der Stadt Werl (mehrbändig), Münster 1971
- Zur Geschichte der Juden in Werl, Werl 1971
- Uffeln. Eine geschichtliche Studie über das östliche Vorland der Stadt Werl, Werl 1973
- 700 Jahre Stadt Werl. Werden, Wachsen und Schicksale einer westfälischen Stadt am Hellweg, Werl 1973
- Die Werler Cappius. Eine familiengeschichtliche Studie aus dem Werl des 17. Jahrhunderts, Werl 1974
- Werl im Jahrhundert des Dreißigjährigen Krieges, Münster 1975, ISBN 3-402-05687-9
- Westönnen. Geschichte eines Kirchspiels und seiner Höfe im kurkölnischen Amte Werl, Münster 1977, ISBN 3-402-05688-7
- Propsteikirche S[ank]t Walburga zu Werl. Patrozinium 25. Februar, München und Zürich 1979
- Haus Rykenberg. Geschichte des Städtischen Museums in Werl, Werl 1981
- Hilbeck. Geschichte eines märkischen Dorfes vor den Toren von Werl, Münster 1981, ISBN 3-402-05690-9